# Ekonomiåret 2003

## Statistik

### Sverige
- BNP: 2 438 447 miljoner kronor
- BNI: 2 438 066 miljoner kronor
- BNP/invånare: 272 200 kronor
- BNI/invånare: 272 100 kronor
- Arbetslösa: 216 800 personer

### Företag
| Företag  | Anställda | Omsättning (MSEK) | Resultat (MSEK) | Resultat/Aktie (SEK) | Utdelning/Aktie (SEK) |
| Ericsson | 51 583    | 182 372           | -10 844         | -0,69                | 0                     |
| AB Volvo | 75 700    | 174 768           | 6 534           | 0,70                 | 8,00                  |
| Skanska  | 70 000    | 132 879           | 4 072           | 6,60                 | 3,00                  |
| NCC      | 24 076    | 45 252            | -421            | -4,10                | 2,75                  |

## Händelser

### Januari
- 11 januari – I Brasilien inleds legaliseringen av slumområdena, där de boende skall få lagfart på sin egendom.[1]
- 15 januari – Gratistidningen Finans vision läggs ned efter bristande lönsamhet. Kvar är nu Metro och City.[1]
- 26 januari - Amerikanska dollarn rasar till sin lägsta nivå mot euron på tre år, vilket tolkas som oro för krig i Irak, men också USA:s stora handelsbalansunderskott.[1]
- 31 januari – IT-bolaget Prosolvias tidigare ledning åtalas, misstänkt för svindleri samt bokföringsbrott. De åtalade nekar.[1]

### Februari
- 6 februari – Assa Abloys 50-årige VD Carl-Henrik Svanberg efterträder Kurt Hellström som ny Ericssonchef.[1]
- 19 februari – Telia Soneras resultat för 2002 visar på 48 miljarder SEK i förlust.[1]
- 27 februari – ABB redovisar en storförlust på 6,7 miljarder SEK för helåret 2002. 40 000 jobb skall bort, 1 000 av dem i Sverige. Aktiekursen sjunker med 13 %.[1]

### Mars
- 5 mars – Sveriges finansminister Bo Ringholm varnar för sämre tider. Svenska statens kostnader skenar på grund av sjukskrivningar och arbetslöshet, medan skatteintäkterna minskar. Svenska regeringen skriver ned tillväxtprognosen med 0,5 %, till 1 %.[1]
- 6 mars – Arbetslösheten i Tysklands uppgår till 11,3 %, eller 4,7 miljoner personer, bara tre gånger sedan 1949 har den varit högre.[1]
- 10 mars – Deutsche Telekom redovisar europeisk rekordförlust på 240 miljarder SEK för 2002. Föregående vecka rapporterade France Telecom om förlust på 190 miljarder SEK.[1]

### April
- 10 april – SAS säger upp ytterligare 4 000 anställda, utöver 4 000 redan aviserade, och utökar sparprogrammet från 12 miljarder SEK till 20 miljarder SEK. Stockholm drabbas hårdast.[1]
- 15 april – Svenska staten räddar SJ genom koncernbidrag på 1,8 miljarder SEK, och lån på två miljarder SEK beviljas från Riksgäldskontoret. Inom fyra månader måste bolaget ge 13 % i avkastning, med soliditet på 30 %.[1]
- 15 april – Bengt Braun utses på Skandias bolagsstämma till ny styrelseordförande.[1]
- 16 april – Skandias nya styrelseordförande Bengt Braun avskedar VD Lars-Eric Petersson.[1]
- 23 april – I Sverige stänger Postens kassaservice 200 av sina 1 200 kontor. Enbart 2 % av svenskarna betalar regelbundet sina räkningar på posten.[1]
- 28 april – I Sverige redovisar Volvo en kvartalsvinst på 659 miljoner SEK. Lastbilsdelen uppvisar rekordstor marknadsandel i Nordamerika, med 10,7 %.[1]

### Maj
- 2 maj – Stockholm tappar fart i ekonomin på grund av den internationella lågkonjunkturen samt kapacitetsproblem i infrastrukturen. Befolkningsökningen är den lägsta sedan 1988. Stockholmspolitiker påstår att det i Sveriges riksdag finns negativ attityd till staden.[1]
- 4 maj – USA:s centralbankschef Alan Greenspan varnar för att ökade budgetunderskott kommer att ge höjda räntor och att planerade skattesänkningar på 550 miljoner amerikanska dollar måste finansieras med besparingar inom den federala budgeten.[1]
- 15 maj – Cristina Stenbeck blir ny ledamot i MTG och Tele 2, samt vice ordförande i Innvik och Kinnevik.[1]
- 20 maj – Svenska OM och finländska HEX går samman och bildar Nordeuropas största börs. Båda börserna omsatte 2002 totalt 4 460 miljarder SEK, Europas sjunde största omsättning.[1]
- 21 maj - Carl-Erik Möller utses till VD för Hemköp.
- 23 maj – Svea hovrätt dömer den kvinnliga mäklare som 1998 åsamkade Nordbanken förluster på 269 miljoner SEK genom otillåtna blankningsaffärer till rättspsykiatrisk vård för grov trolöshet mot huvudman. Rätten konstaterar att hon utan uppdrag från kunder gjort riskabla aktieaffärer. Banken har tidigare kritiserats för bristande rutin och säkerhetskontroll.[1]

### Juni
- 8 juni – Volvokoncernen är återigen Sveriges största företag. 2002 var omsättningen 177 miljarder SEK, och exporten 53 miljarder SEK, vilket var sju % av Sveriges totala export. Företaget har 72 000 anställda, 25 000 av dem inuti Sverige.[1]
- 16 juni – Från Ryssland meddelas att Euron vinner mark och alltmer övertar den amerikanska dollarns roll som den viktigaste valutan. Under första halvåret 2003 bestod valutainflödet i Ryssland av 58 % Euro och 40 % amerikanska dollarn.[1]
- 16 juni – KF hoppar av Coop Bank innan den ens blivit verklighet. Satsningen kan ha kostat 700 miljoner SEK för KF, Skandia Liv och Telia.[1]
- 18 juni – Finansinspektionen i Sverige drar in Coop Banks rätt att bedriva bank.[1]
- 25 juni – Med ytterligare en kvarts procentenhet sänker amerikanska centralbanken räntan till 1 %, lägsta nivån sedan 1958.[1]
- 30 juni – Skanskas förre VD Claes Björk pensioneras och får 88,3 miljarder SEK.[1]

### Juli
- 1 juli – Konkurs hotar ABB på grund av rättsprocess om skadeståndskrav från personer som skadats av dotterbolaget Cumbostion Engineerings asbesthantering.[1]
- 17 juli – Ryska börsen upplever sedan två dagar sitt största fall sedan krisen 1998.[1]

### Augusti
- 22 augusti – Johan Björkman, en av det svenska näringslivets mäktigaste personer, hämtas till förhör hos Ekobrottsmyndigheten om misstänkta olagliga insideraffärer av en stiftelse i Liechtenstein, till vilken han har stark koppling.[1]

### September
- 1 september - Sveriges biträdande finansminister Gunnar Lund petar Johan Björklund som ordförande för Tredje AP-fonden, som förvaltar 120 miljarder SEK bland svenskarnas pensionspengar, sedan åklagaren delgivit Johan Björkman misstanke om skattebrott.[1]
- September - Axfood börjar sälja "etniska produkter" i sina butiker.
- 14 september - Folkomröstning om huruvida Sverige ska införa euro som valuta eller inte. Resultatet blir 42,0 procent "ja", 55,9 procent "nej" och 2,1 procent "blanka". Sverige kommer således att tills vidare inte omfattas av EMU:s tredje steg.
- 22 september – Amerikanska dollarn rasar i värde gentemot övriga valutor, och orsakar börsfall. Vita huset menar att flera asiatiska valutor ligger på konstgjort låga nivåer, till nackdel för amerikansk export.[1]
- 24 september – Skandia kritiseras av oberoende ledare, vilka granskat koncernchefens internaffärer. Försäkringstagarna har missgynnats i Skandia Liv och ägarna i moderbolaget Skandia på grund av dotterbolagets osjälvständiga och oskickliga styrelse.[1]
- 26 september – Tyska dagligvarukedjan Lidl öppnar sina elva första butiker i Sverige.[1]
- 29 september – Skandia Livs VD sedan ett år tillbaka, Ola Ramstedt, lämnar sitt uppdrag. Han har fått kritik, men medger inget personligt ansvar för företagets dåliga affärer. Han anser dock att han ändå kan vara en belastning, då han tillhört koncernledningen sedan 1994.[1]
- 30 september – Air France köper nederländska KLM för nära sju miljarder SEK, med omsättning på cirka 160 miljarder SEK. Det nya flygbolaget blir Europas största, med drygt 106 000 anställda och 540 flygplan som åker till 226 olika destinationer.[1]

### Oktober
- 2 oktober – Folksam blir första livförsäkringsbolag i Sverige att ta tillbaka återbäring från spararna.[2]
- 30 oktober – Ericsson redovisar första vinsten på tre år. Vinsten gäller årets tredje kvartal.[2]

### November
- 5 november – Skandia Liv sänker sina utbetalningar till pensionärerna.[2]
- 19 november – Guldpriset når, med 400 amerikanska dollar per uns, sin högsta nivå sedan 1996. Svag amerikansk dollar, politisk oro i Mellanöstern samt stark kinesisk tillväxt anges som förklaringar.[2]

### December
- 1 december - Advokaten Otto Rydbeck offentliggör en omfattande oberoende utredning över Skandias förehavanden gällande bl.a. tvivelaktiga lägenhetsaffärer och enorma pensionsavtal och bonusar till topptjänstemän. Se Skandiaaffären

### Okänt datum
- Telia byter namn till Telia Sonera AB
- Herrljunga Bryggeri byter namn till Herrljunga Cider (senare Herrljunga Drycker).

## Bildade företag
- IP-telefoni företaget Skype grundades.

## Uppköp och sammanslagningar
- 30 september - Air France och KLM meddelar att de ska gå samman och bilda Europas ledande flygbolag.

## Konkurser
- 16 januari – Goodjet, svenskt lågprisflygbolag, knappt 10 månader gammalt.[1]

- Parmalat, italiensk livsmedelskoncern.
- VV Line, lettiskt rederi.

## Priser och utmärkelser
- Sveriges Riksbanks pris i ekonomisk vetenskap till Alfred Nobels minne – Robert F Engle och Clive W J Granger

## Övrigt
- Lars Heikensten blir chef för Sveriges riksbank

## Avlidna
- 10 oktober - Gösta "Pollenkungen" Carlsson, 84, skånsk företagare och eldsjäl bakom Rögle BK.
- 22 december - Carl Henrik Nordlander, 94, svensk riksbankschef 1976-1982.

### Fotnoter
1. 1 2 3 4 5 6 7 8 9 10 11 12 13 14 15 16 17 18 19 20 21 22 23 24 25 26 27 28 29 30 31 32 33 34 35 36 37   När Var Hur 2004. DN
2. 1 2 3 4   När Var Hur 2005. DN